# 长尾青冈
长尾青冈（学名：Cyclobalanopsis stewardiana var. longicaudata）为壳斗科青冈属下的一个变种。